# Howard Marks
Howard Marks, známý také jako Mr Nice, (13. srpna 1945 – 10. dubna 2016) byl velšský pašerák drog.

## Život
Narodil se ve vesnici Kenfig Hill nedaleko jihovelšského Bridgendu. Již na škole se zapletl do prodeje drog, ale šlo pouze o marihuanu, kterou prodával svým přátelům. Později mu Mohammed Durrani, pákistánský vývozce hašiše, nabídl, aby drogu prodával ve velkém v Londýně. Z obchodu nakonec sešlo, ale Marks přesto pokračoval ve velkém prodeji drog. Později byl uvězněn. Měl čtyři děti, dcery Myfanwy, Amber a Francescu a syna Patricka. V roce 1996 vydal autobiografickou knihu nazvanou Mr Nice. Jeho životem byl rovněž inspirován film s Rhysem Ifansem v hlavní roli. Roku 2015 mu byla diagnostikována rakovina. Nemoci v dubnu 2016 ve věku 70 let podlehl.